# كيك آس تورنت
كيك اس تورنت (بالإنجليزية: KickassTorrents)‏ (ويختصر في بعض الأحيان بKAT) هو موقع على شبكة الانترنت، تأسس في عام 2008، يوفر ملفات وروابط تورنت لتسهيل تبادل الملفات الند للند باستخدام بروتوكول بت تورنت. وتوقف الموقع عن الخدمة في 20 يوليوز عام 2016، بعد أن تم الحجز على اسم نطاقه من قبل حكومة الولايات المتحدة. وأغلقت خوادم بروكسي الموقع من طرف موظفيه في نفس الوقت.
كان الموقع اعتبارا من شهر نوفمبر عام 2014 كاكثر مواقع التورنت زيارة في العالم وفقا لترتيب اليكسا الشهير متجاوزا بذلك موقع ذا بايرت بي.

## الحجب والرقابة
موقع كيك اس تورنت يقول أنه يتوافق مع قانون الألفية للملكية الرقمية ويزيل الملفات التي تنتهك حقوق الملكية إذا أبلغ عنها مالكي المحتوى.
تم إطلاق موقع كات في البداية في نوفمبر عام 2008 باسم النطاق kickasstorrents.com.
في 21 أبريل 2011، انتقل موقع كيك اس تورنت إلى اسم النطاق المخصص لدولة الفلبين kat.ph بعد سلسلة من عمليات حجز لإسم النطاق من قبل وزارة العدل في الولايات المتحدة ضد دمونويد وتورنتز. نقل الموقع لاحقا إلى العديد من المجالات المختلفة، حيث خطط مشغليه لفعل ذلك كل ستة أشهر، من بينها ka.tt، kickass.to، kickass.so، kickasstorrents.im وkat.cr.
في 28 فبراير 2013، أمرت المحكمة العليا في لندن بالمملكة المتحدة مزودي خدمة الإنترنت بمنع الوصول إلى موقع كيك اس تورنت، بالإضافة إلى موقعين أخرين. حيث حكم القاضي ريتشارد أرنولد بأن تصميم الموقع يساهم في انتهاك حقوق الطبع والنشر.
يوم 14 يونيو عام 2013، تم تغيير اسم النطاق إلى اسم النطاق الخاص بتونغا kickass.to كجزء من خطة تغيير نطاق الموقع بشكل دوري.
في 23 يونيو 2013، تم شطب كيك اس تورنت من نتائج بحث جوجل بناء على طلب من جمعية الفيلم الأمريكي. في أواخر شهر أغسطس عام 2013، تم حجب كيك اس تورنت من مزودي خدمات الإنترنت البلجيكية. في يناير عام 2014، بدأ العديد من مزودي خدمات الإنترنت الايرلندية بمنع كيك اس تورنت. في فبراير 2014، بدأ موقع تويتر بمنع روابط كيك اس تورنت، لكنه تراجع عن ذلك بنهاية فبراير عام 2014، كما تم حجب كيك اس تورنت في ماليزيا من قبل لجنة الاتصالات والوسائط المتعددة الماليزية لمخالفته قانون حق المؤلف.
في ديسمبر عام 2014، انتقل الموقع إلى اسم نطاق دولة الصومال kickass.so. وأفادت تقارير أن التغيير جاء نتيجة للخطة التي اعتمدها الموقع بتغيير نطاقه بشكل دوري. في 9 فبراير عام 2015، صنف kickass.so بأنه «محظور» على الهوإز، مما تسبب في توقف الموقع. لكنه عاد لاحقا في نفس اليوم باسم نطاقه السابق kickass.to.
في 14 فبراير عام 2015، تم منع الرسائل التي تتضمن "kickass.to" على دردشة ستيم، لكن لم يتم منع الاسم "kickass.so" وغيرها من مواقع التورنت المشهورة، والتي كان يتم تعليمها فقط على أنها قد تكون ضارة.
في 23 نيسان عام 2015، انتقل الموقع إلى اسم نطاق جزيرة مان kickasstorrents.im. ولكن سرعان ما توقف الموقع في وقت لاحق من ذلك اليوم وفي يوم 24 أبريل تم نقله إلى اسم نطاق دولة كوستاريكا kat.cr.
بحلول يوليو عام 2015، أزيلت عنوان الموقع kat.cr من نتائج محرك بحث جوجل. بعد الإزالة، كانت نتائج البحث الأولى في جوجل عن اسم KAT في العديد من المواقع تحيل إلى موقع KAT وهمي يدفع الزوار لتحميل برمجيات خبيثة.
في أكتوبر عام 2015، تجاوزت البرتغال محاكمها باتفاق طوعي بين مقدمي خدمات الإنترنت وأصحاب الحقوق ووزارة الثقافة لمنع الوصول إلى كيك اس تورنت ومعظم مواقع التورنت الأخرى المعروفة.
في أكتوبر 2015، منعت جوجل كروم وموزيلا فايرفوكس الولوج لموقع كيك اس تورنت بسبب مخاوف أمنية، يمكن للمستخدمين تجاوز المنع عن طريق النقر على رابط 'تجاهل'. في أبريل 2016، منعت مرة أخرى جوجل كروم وموزيلا فايرفوكس كيك اس تورنت بسبب مخاوف التصيد. وتم إزالة المنع في وقت لاحق بعد تعامل كيك اس تورنت مع الأمر.
في يونيو 2016، أضاف كيك اس تورنت شبكة تور رسمية بعنوان.onion.

## القبض على مالك الموقع

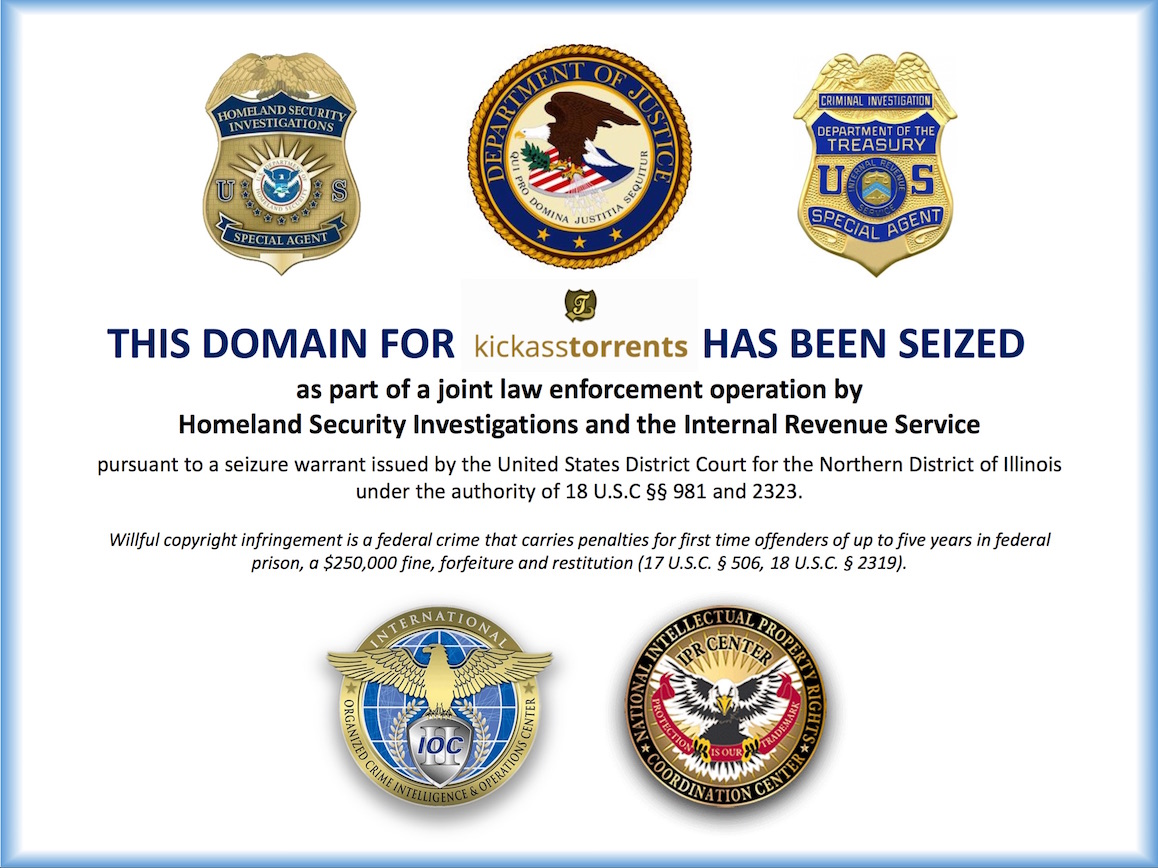
إشعار ظهر على مواقع كيك اس تورنت بعد الحجز عليها.

في 20 يوليوز عام 2016، أعلنت وزارة العدل الأمريكية أنها حجزت على النطاق KAT.cr وتعرفت على الشخص الذي اشتبهت في كونه مالك الموقع. ويدعى ارتيم فولن (Artem Vaulin)، وهو رجل أوكراني يبلغ من العمر 30 عاما يعرف على شبكة الإنترنت باسم «تيرم» "tirm"، والذي تم إلقاء القبض عليه في بولندا بعد أن وجهت له أربع تهم جنائية بالولايات المتحدة الأمريكية. وتم توقيف باقي أسماء النطاقات طوعا بعد أن تم الحجز على اسم النطاق KAT.cr.
تم اعتقال بولن بعد أن تمكن المحققون من تحديد عنوان الأي بي الذي استخدمه لمعاملة على آي تيونز مع عنوان آي بي تم استخدامه لتسجيل الدخول إلى صفحة موقع KAT على الفيسبوك. كما أصدر مكتب التحقيقات الفدرالي أيضا إعلانا بذلك، وحصل على تفاصيل الحساب المصرفي المرتبط بالموقع. قاد التحقيق الوكيل الخاص Jared Der-Yeghiayan الذي ألقى أيضا القبض على Ross Ulbricht، مشغل سوق المخدرات الإلكتروني طريق الحرير.
وأفادت الشكوى الجنائية، التي رفعت في محكمة مقاطعة الولايات المتحدة للمنطقة الشمالية من ولاية إلينوي التي كتبتها مباحث الأمن الوطني أنه كان في حوزته نسخ كاملة من محركات الأقراص الصلبة لموقع KAT، بما في ذلك خادم البريد الإلكتروني. وأشار التحقيق أيضا إلى أن موقع KAT حقق أكثر من 12 مليون دولار في السنة من عائدات الإعلانات. وسيواجه مالكه العديد من التهم منها انتهاك حقوق مايعادل مليار دولار من الأفلام والموسيقى والكتب وغيرها.
جدير بالذكر أن موقع التورنت Kickass والذي تم اغلاقة قبل ساعات ظهر للوجود عام 2008 كان أحد أشهر مواقع التورنت على مستوى العالم، بل وصل الترتيب إلى 70 ضمن أعلى المواقع على الإطلاق على مستوى العالم.

## وصلات خارجية
- الموقع الرسمي